# تفاح بوتاني
تفاح بوتاني (الاسم العلمي:Malus bhutanica) هو نوع غير مؤكد من النباتات يتبع جنس التفاح من الفصيلة الوردية. سمي هذا النوع نسبةً إلى دولة بوتان.